# Duck Dodgers dans l'attaque des drones
Duck Dodgers dans l'attaque des drones (Attack of the Drones) est un cartoon, réalisé par Rich Moore et sorti en 2004, qui met en scène Duck Dodgers et Marvin le martien.